# Exomella segnis
Exomella segnis är en insektsart som beskrevs av Ronald Gordon Fennah 1957. Exomella segnis ingår i släktet Exomella och familjen Flatidae. Inga underarter finns listade i Catalogue of Life.